# Go Diego, Go!
A Go Diego, Go! amerikai televíziós 2D-s számítógépes animációs sorozat, amelyet Chris Gifford és Valerie Walsh alkotott. A zenéjét Jed Becker és Steve Sandberg szerezte. A Dóra, a felfedező spin-offja. Amerikában a Nickelodeon és a Nick Jr. vetítette, Magyarországon pedig a Nickelodeon és a TV2 sugározta.

## Történet/Szereplők
- Diego – A sorozat főhőse. Állatvédő és egyben felfedező is.
- Alicia –  Diego 12 éves nővére, aki szintén állatvédő, mint Diego.
- Dóra – Diego unokatestvére, aki pár epizódban feltűnik, hogy segítsen a mentőakció során.
- Csizi – Dóra barátja, aki egyedül csak a "Linda, a láma megmenti a karnevált" című epizódban tűnik fel mellékszereplőként.
- A Bobo fivérek – Két majom, akik állandóan bajt okoznak Diego mentőakciója során.

- Bébi jaguár – Diego legkedveltebb állata.

- Klikk, a fényképezőgép – Ő fényképezi le azokat az állatokat, amiket Diegonak meg kell menteni.
- Diego életmentő hátizsákja – Bármivé átalakul és beszélni is tud. Csak akkor nyílik ki, ha azt mondjuk neki, hogy "Activate!".
- Dóra hátizsákja – Minden hasznos dolog megtalálható benne, amire szükség van (esetenként) a mentőakció során. Ő is tud beszélni és csak akkor nyílik ki, ha azt mondjuk neki, hogy "Hátizsák!".
- Térkép – Segít a mentőakció útvonalát feltérképezni.

## Szinkronhangok
- Diego: Baráth István
- Dóra: Mánya Zsófia, Mahó Andrea
- Alicia: Kántor Kitty
- Klikk, a fényképezőgép: Mahó Andrea
- A Bobo fivérek: ?
- Bébi jaguár: ?
- Diego életmentő hátizsákja: Karácsonyi Zoltán
- Dóra hátizsákja: Stukovszky Tamás
- Térkép: Lippai László

## Epizódok

### 1. évad
1. A vörös-szemű levelibékák megmentése
2. Diego megmenti a mama és a bébi lajhárt
3. Diego megmenti a csincsillát
4. Pepito pingvin iskolája
5. Diego megmenti az ara papagájt
6. A mami ara
7. Császár pillangó
8. Chito és Rita, a pápaszemes medve
9. Linda, a könyvtáros
10. Mentsd meg a tengeri teknősök
11. Jaguárkölyök, a hős
12. Macky, a makaróni pingvin